# Eois batea
Eois batea là một loài bướm đêm trong họ Geometridae.